# Moustérien
Moustérien (poznat i pod nazivom musterijen) je kultura srednjega paleolitika, nazvana prema nalazištu Le Moustier u Francuskoj. Trajala je od približno 200 000. do 30 000. pr. Kr. Bila je raširena na području Europe i zapadne Azije, gdje se gotovo uvijek veže uz neandertalca, te u sjevernoj Africi, gdje se kao atérienska kultura povezuje s afričkim suvremenicima neandertalca. Po razlikama u učestalosti pojedinih tipova alatka, izdvojena su četiri osnovna tipa kulture: tipični moustérien, moustérien Quina i Ferrassie, zupčasti moustérien i moustérien s acheuléenskom tradicijom. Moustérien s acheuléenskom tradicijom obilježavaju ručni klinovi (šačnici), dok u ostalim skupinama prevladavaju odbojci ili okresine (ručni šiljci, strugači). Tjelesni ostatci potječu dijelom iz grobova, koji kao najstariji ljudski ukopi imaju religijsko-povijesno i kulturno značenje (La Chapelle-aux-Saints i La Ferrassie u Francuskoj, Karmel u Izraelu, Šanidar u Iraku). Uz špiljske nalaze poznati su i oni na otvorenome.

## Nalazišta u Hrvatskoj
U Hrvatskoj su najpoznatija nalazišta moustérienske kulture Krapina, Vindija, Velika pećina, Veternica i Mujina pećina.